# Rubén W. Cavallotti
 Rubén W. Cavallotti fue un director de cine uruguayo que nació en Montevideo, Uruguay el 6 de octubre de 1924 y falleció en Buenos Aires, Argentina el 16 de mayo de 1999, país en el que desarrolló su carrera vinculada al cine.

## Su relación con el cine
Atraído tempranamente por el cine –comenzó, según dijo, coleccionando figuras y fotografías de astros y estrellas de Hollywood-viajó a Buenos Aires y logró trabajar como ayudante del entonces asistente de dirección Hugo Fregonese, que le facilitó el ingreso en la empresa Artistas Argentinos Asociados. Fue perfeccionando sus conocimientos como asistente de grandes directores como  Lucas Demare,  Fernando Ayala, Ernesto Arancibia, Enrique Cahen Salaberry, el francés Pierre Chenal y el ya nombrado Fregonese, hasta lograr su debut como director en 1957 en Cinco gallinas y el cielo, un film episódico con guion de Agustín Cuzzani y actuación de Narciso Ibáñez Menta, que conquistó premios en los festivales de Karlovy Vary y San Sebastián.
Al año siguiente dirigió Procesado 1040, también con Ibáñez Menta y con actuaciones elogiadas por la crítica de Walter Vidarte y Tito Alonso. En su producción posterior hubo títulos de gran repercusión popular pero sin chabacanería, como Luna Park, Una máscara para Ana y Convención de vagabundos, entre otros. También dirigió películas para especial lucimiento de cantantes, como a Rodolfo Zapata en La gorda, a Sandro en Subí que te llevo y a diversas figuras del folklore en su último filme, Mire que es lindo mi país.
Cavallotti, quien también se había desempeñado como director de la escuela de cine del Instituto Nacional de Cine y Artes Audiovisuales, sufrió un problema circulatorio que lo marginó de toda la actividad artística y falleció en Buenos Aires, Argentina, el 16 de mayo de 1999.

## Filmografía
Director
- Mire que es lindo mi país (1981)
- Subí que te llevo (1980)
- Flor de piolas (1969)
- Um Sonho de Vampiros (1969)
- Una máscara para Ana (1966)
- La gorda (1966)
- Convención de vagabundos (1965)
- Viaje de una noche de verano (1965)
- Mujeres perdidas (1964)
- Bettina (1964)
- El bruto (1962)
- El romance de un gaucho (1961)
- Don Frutos Gómez (1961)
- Luna Park (1960)
- Gringalet (1959)
- Procesado 1040 (1958)
- Cinco gallinas y el cielo (1957)

Asistente del director
- Los tallos amargos (1956)  dir. Fernando Ayala
- Pájaros de cristal (1955)  dir. Ernesto Arancibia
- Sucedió en Buenos Aires (1954)  dir. Enrique Cahen Salaberry
- Los isleros (1951) dir. Lucas Demare
- La culpa la tuvo el otro (1950) dir. Lucas Demare
- Pampa bárbara (1945)  dir. Hugo Fregonese y Lucas Demare
- El muerto falta a la cita (1944)  dir. Pierre Chenal
- La guerra gaucha (1942)  dir. Lucas Demare